# J. A. Gilka

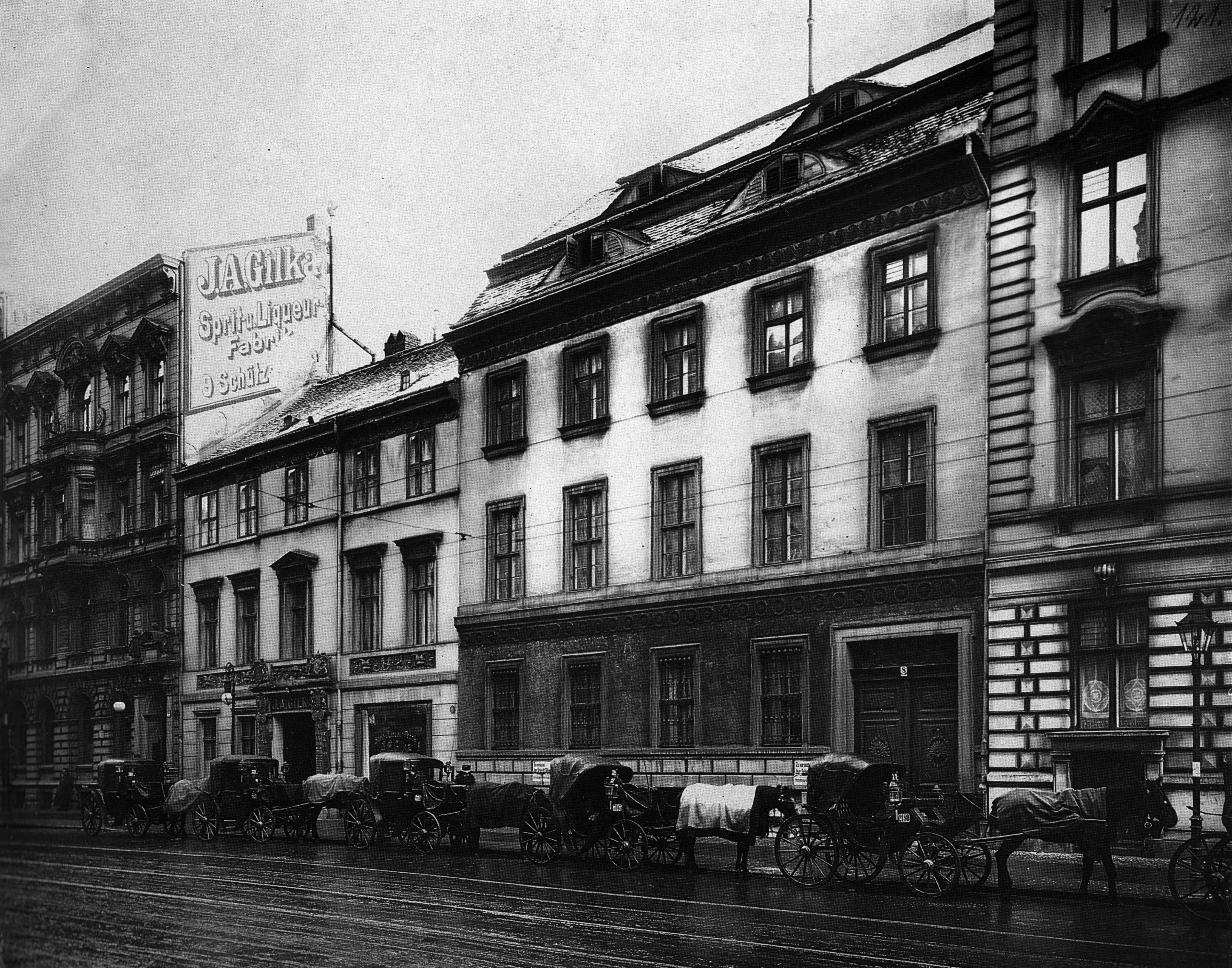
Schützenstraße 9 in Berlin-Mitte, Hauptsitz von J. A. Gilka

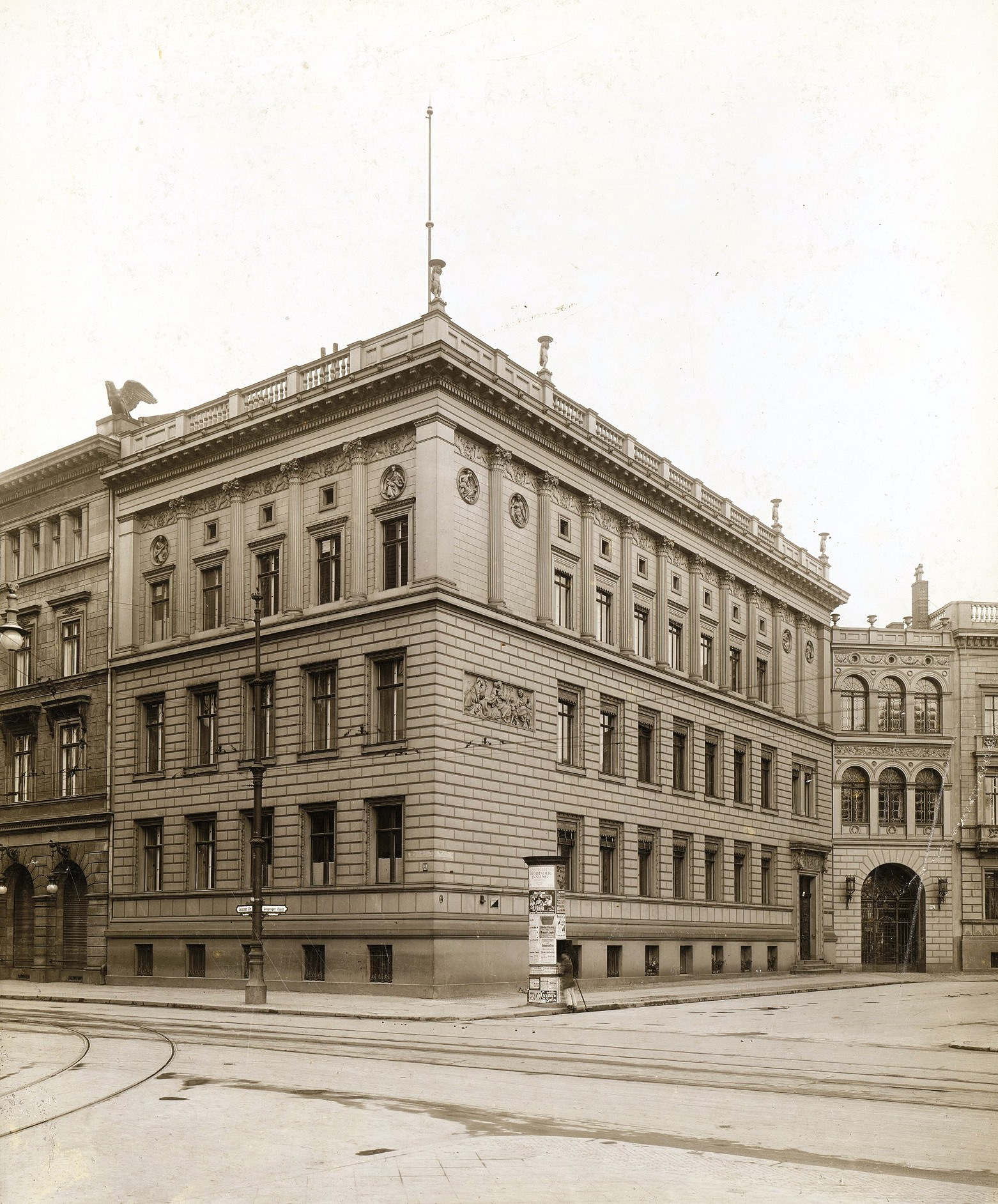
Leipziger Platz 11, Wohnhaus der Familie Gilka von 1863 bis 1887

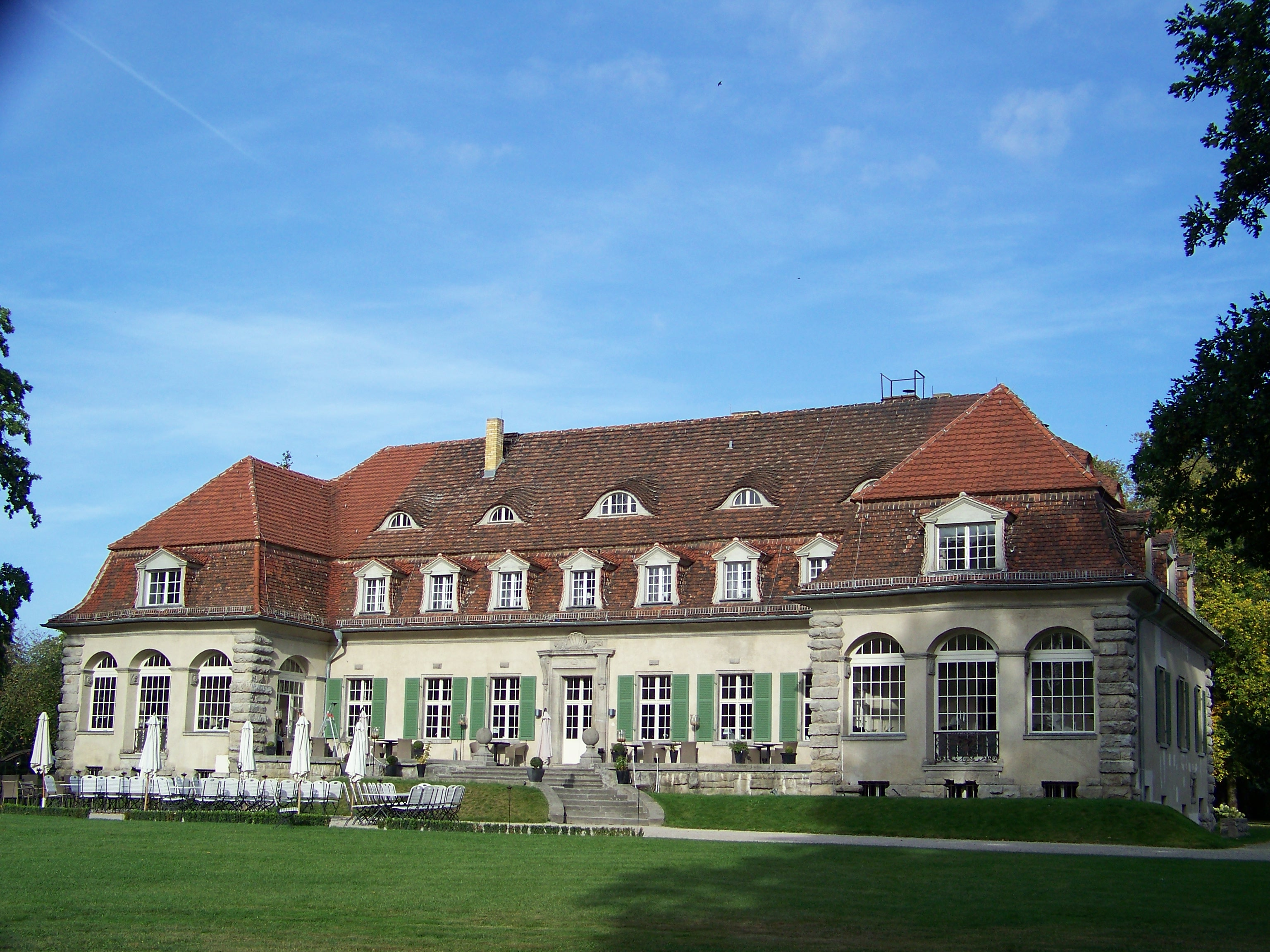
Gut Kartzow wurde unter Arthur Gilka 1912–1914 zum Schloss Kartzow umgebaut

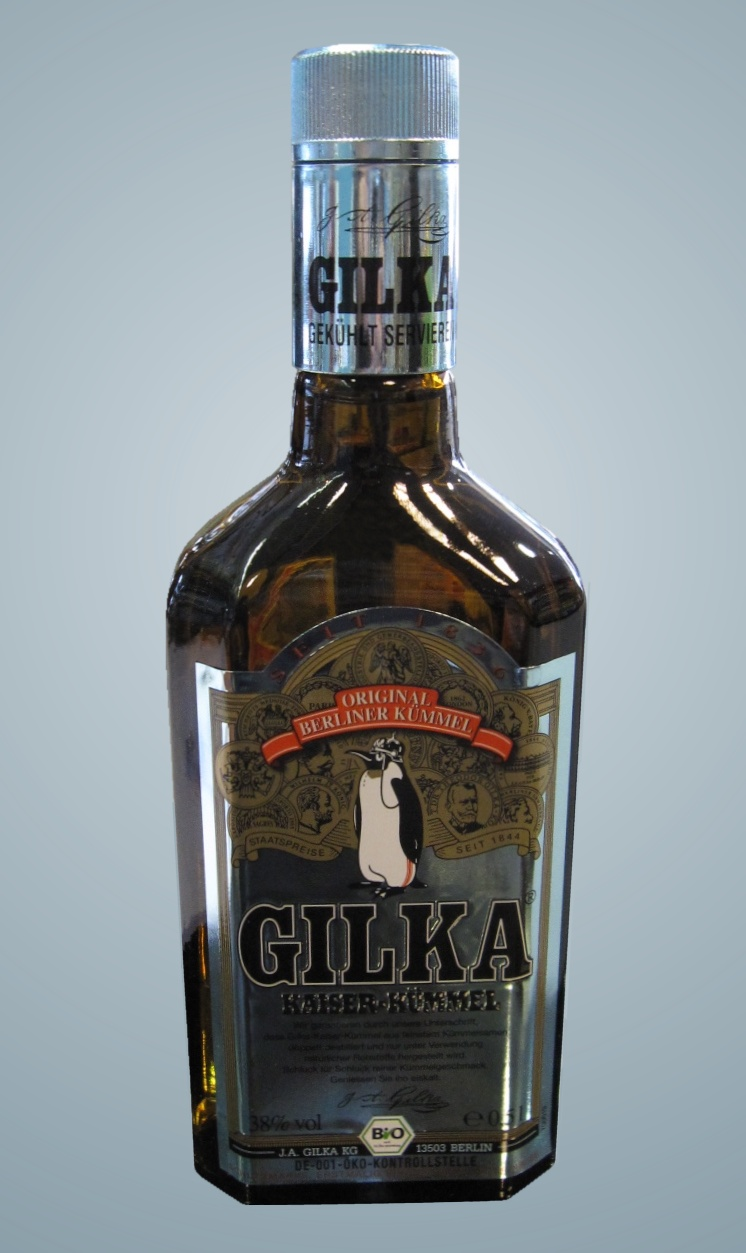
Kaiser-Kümmel von J. A. Gilka

J. A. Gilka ist ein traditionsreiches Berlinerisches Unternehmen, welches für seinen Kümmelbranntwein „Kaiser-Kümmel“ bekannt ist. Die Ursprünge des Unternehmens gehen ins 19. Jahrhundert zurück.

## Geschichte
Das Unternehmen wurde von Carl Joseph Aloys Gilka (1812–1873) in der Schützenstraße 9 in Berlin-Mitte gegründet. Gilka stammte aus Mähren. Er hatte 1836 eine vorteilhafte Ehe geschlossen; die Mitgift seiner Frau, Auguste Henriette geb. Schmidt (1820–1890), in einer Höhe von 15.000 Talern diente als Grundlage, um die Destillations-, Rum- und Spritfabrik zu gründen. Den Alkohol für die Getränkeherstellung produzierte er in einer Brennerei in Düppel. Sein Unternehmen trug die Initialen seines zweiten und dritten Vornamens mit Familiennamen.
Das bekannteste Produkt von Gilka war der „Kaiser-Kümmel“, ein leicht gesüßter Kümmelbranntwein aus Kümmelöl, Zucker und Spiritus, der 38 % Alkohol enthält und seit 1836 hergestellt wurde. Einigen Quellen zufolge wurde es bei Hofe in Berlin getrunken, mit Sicherheit aber beim Wiener Hofe.
Gilka erwarb 1845, gemeinsam mit seinem Vater Josef Johannes Gilka, das Rittergut Dahlewitz, das er 1855 wieder verkaufte. Er war ab etwa 1860 Stadtverordneter. 1863 erwarb er das 1852 von Heinrich Strack errichtete Stadtpalais Leipziger Straße 1 (später Leipziger Platz 11, im Zweiten Weltkrieg zerstört), das seine Witwe noch bis 1887 bewohnte, und wurde um 1867 Kommerzienrat. Seine Grabstelle befindet sich auf dem Dreifaltigkeits-Friedhof II in Berlin-Kreuzberg.
Nach Gilkas Tod führten seine Söhne Theodor Gilka (1841–1907) und Hermann Gilka (1843–1898) die Firma weiter. Der älteste Sohn, Alfred Gilka (1840–1896), trat nicht in die Firmenführung ein. Er heiratete 1875 Luise Bötzow und begründete damit die Linie Gilka-Bötzow.
Theodor Gilka wurde 1887 ebenfalls Kommerzienrat. Er wohnte in Berlin in der Tiergartenstraße 34a und besaß mehrere Landgüter, darunter ab 1885 auch das Rittergut Dessow, auf dem sich eine Brauerei und eine Brennerei befanden, die er unter der Firma „Schloßbrauerei Theodor Gilka“ weiterführte. Des Weiteren  erwarb Theodor das Rittergut Großziethen südlich von Berlin, im Landkreis Teltow.
Hermann Gilka wohnte in Berlin in der Schützenstraße 67, erwarb 1879 das Rittergut Saßleben und ließ es umbauen. 1887 wurde er Generalkonsul von Persien. Er war 1888 großer Förderer beim Bau für das Paul-Gerhardt-Stift in der Müllerstraße 56 in Berlin.
Theodor und Hermann Gilka wurde auf Grund der hohen Qualität ihrer Erzeugnisse zu k.u.k. Hoflieferanten ernannt.
Theodor Gilkas Söhne Albert Gilka (1870–1924) und Arthur Gilka (1875–1937) führten das erfolgreiche Unternehmen fort und behielten väterliche Gut Großziethen bis mindestens 1914, als Glinka`schen Erben.  Albert Gilka, der bereits nach dem Tod seines Onkels Hermann in die Geschäftsleitung eingetreten war, wurde Kommerzienrat und erbte das Rittergut Dessow. Arthur Gilka, der nach dem Tod seines Vaters Mitinhaber wurde, wurde ebenfalls Kommerzienrat. Er legte sich unter anderem 1898 ein Rittergut mit Brennerei in Kartzow zu und produzierte dort Alkohol aus Rüben und Kartoffeln für die Likörherstellung. Auf Arthur Gilka geht auch der Neubau des Gutshauses in Kartzow nach Plänen von Eugen Schmohl ab 1912 zurück. Der Grundbesitz der Familie Gilka lag vor allem in der Mark Brandenburg und in der Lausitz, was sich nach dem Zweiten Weltkrieg als fatal erwies: Die Familie wurde 1954 enteignet und verlor all ihre Produktionsstätten.
Bis 1972 wurde das Geschäft noch von einem Familienmitglied in Hamburg weitergeführt, dann folgte der Verkauf an Underberg. Unter der Bezeichnung J. A. Gilka KG wird heute in Essen-Kettwig der „Kaiser-Kümmel“ produziert.